# 錢家麒
钱家麒（1939年6月—2019年11月19日），男，江苏无锡人。中国肾脏病学家。

## 生平
1939年6月生。江苏无锡人。1963年毕业于上海第二医学院医疗系，毕业后在上海第二医学院附属仁济医院工作，师从黄铭新和江绍基等教授。
钱家麒长期从事肾损伤的防治工作，并进行血液净化理论和实践研究和延缓肾小球疾病进展的机理研究及治疗。曾任中华医学会肾脏病学分会副主任委员，中国医师协会肾脏内科医师分会副会长，上海市医学会肾脏病专科分会委员会副主任委员（第四至六届）、顾问（第八届），上海交通大学医学院附属仁济医院大内科主任、肾脏科主任等职务。
因病医治无效，于2019年11月19日下午14时在上海交通大学医学院附属仁济医院逝世，享年80岁。